# Simulium yuntaiense
Simulium yuntaiense es una especie de insecto del género Simulium, familia Simuliidae, orden Diptera.

## Distribución
Se distribuye por China.

## Taxonomía
Fue descrita científicamente por Chen, Wen & Wei, 2006. Fue publicada en First record of subgenus Montisimulium from Henan Province with a new species (Diptera: Simuliidae).